# Seznam troyeských biskupů
Seznam biskupů a arcibiskupů v Troyes zahrnuje všechny představitele francouzské diecéze v Troyes založené ve 4. století.
- před 340: sv. Amateur (Amadour)
- 343-375: Optatien
- asi 375-380: Léon
- asi 380-390: Héraclius
- 390: sv. Melain
- 400: Aurélien
- 426-426: sv. Ours
- 426-478/479: sv. Loup
- 479-525: sv. Camélien
- 533-541: sv. Vincent
- 549: Ambroise
- 573-582: Gallomagne
- 585-586: Agrecius
- ?: Loup II.
- kolem 631: Evode
- ?: Modégisil
- ?: Ragnégisil
- 651 - 656: sv. Leuçon (Leucone)
- ?: Bertoald
- ?: Waimer
- 666-673: Abbon
- ?: Vulfred
- ?: Ragembert
- ?: Aldebert
- ?: Frédebert
- ?: Gaucher
- ?: Ardouin
- kolem 722: Censard
- 766: sv. Bobin (Bocin)
- ?: Amingus
- kolem 787: Adelgaire
- ?: Osulf
- ?: Bertulf
- asi 829-836: Elie
- 837-845: Adalbert
- 846-861: sv. Prudence
- 866 (?)-869: Foucher
- kolem 880: Ottulf
- kolem 890: Bodon
- od 890: Riveus (Rithuée)
- 902-914: Otbert
- 914-970: Ansegise
- 971-973: Walon (Gualon)
- 974-985: Milon
- 985-993: Manassès
- 993-997: Renaud (Renold)
- 998-1034: Fromond
- 1034-1049: Mainard
- 1049-1058: Fromond II.
- 1059-1072: Hugo z Paříže
- ?: Gauthier
- 1072-1080: Hugues de Dampierre
- 1081-1121: Philippe de Pons
- 1121-1122: Renaud II.
- 1122-1145: Atton (Hatton)
- kolem 1169: Henri I.
- 1169-1180: Matthieu
- 1181-1190: Manassé II.
- 1190-1193: Barthélémy
- 1193-1205: Garnier de Trainel
- 1207-1223: Hervée
- 1223-1233: Robert
- 1233-1269: Nicolas
- 1269-1298: Jean I.
- 1299-1314: Guichard
- 1314-1317: Jean II. d'Auxois
- 1317-1324: Guillaume I.
- 1324-1326: Jean III.
- 1326-1341: Jean IV.
- 1342-1353: Jean V.
- 1354-1370: Henri II. de Poitiers
- 1370-1375: Jean VI.
- 1375-1377: Pierre I.
- 1377-1395: Pierre II.
- 1395-1426: Etienne de Givry
- 1426-1450: Jean VII.
- 1450-1483: Louis I. Raguier
- 1483-1518: Jacques Raguier
- 1519-1527: Guillaume II.
- 1528-1544: Odard Hennequin
- 1545-1550: Louis II. de Lorraine-Guise
- 1551-1561: Antoine Caraccioli
- 1562-1593: C. de Bauffremont
- sedisvakance
- 1605-1641: Renée de Breslay
- 1622: Jacques Vignier
- 1624: Nicolas de Mesgrigny
- 1641-1678: F. Malier du Houssay
- 1678-1697: François Bouthillier de Chavigny
- 1697-1716: Denis-François Bouthilier de Chavigny
- 1716-1742: Jacques-Bénigne Bossuet
- 1742-1758: Matthias Poncet de la Rivière
- 1758-1761: Jean-Baptiste-Marie Champion de Cicé
- 1761-1790: Claude-Mathieu-Joseph de Barral
  - 1790-1791: Louis-Mathias de Barral (ústavní biskup)
  - 1791-1793: Augustin Sibille (ústavní biskup)
- 1802-1802: Marc-Antoine de Noé
- 1802-1807: Louis-Apollinaire de la Tour du Pin-Montauban
- 1809-1825: Étienne-Antoine de Boulogne
- 1825-1843: Jacques-Louis-David de Seguin des Hons
- 1843-1848: Jean Marie Mathias Debelay
- 1848-1860: P.-L. Cœur
- 1860-1875: Jules Emmanuel Ravinet
- 1875-1898: Pierre-Louis-Marie Cortet
- 1898-1907: G.-A. de Pélacot
- 1907-1927: Laurent-M.-Et.Monnier
- 1927-1932: Maurice Feltin
- 1933-1938: Joseph-Jean Heintz
- 1938-1943: Joseph-Charles Lefèbvre
- 1943-1967: Julien Le Couëdic
- 1967-1992: André Fauchet
- 1992-1998: Gérard Daucourt
- od 1999: Marc Stenger